# لويجي جالياني
لويجي جالياني (12 أغسطس 1861 – 4 نوفمبر 1931) كان لاسلطويًا (أناركيًا) إيطاليًا نشطًا في الولايات المتحدة من عام 1901 إلى عام 1919. عُرف بترويجه المتحمس لـ «دعاية الفعل»، أي استخدام العنف لاستبعاد أولئك الذين اعتبرهم طغاة ومضطهدين والعمل كمحفز للإطاحة بالمؤسسات الحكومية القائمة. من عام 1914 إلى عام 1932، نفذ أتباع غالياني في الولايات المتحدة (المعروفين باسم آي جاليانيستك) سلسلة من التفجيرات ومحاولات اغتيال ضد المؤسسات والأشخاص الذين اعتبروهم أعداءً طبقيين. بعد ترحيل جالياني من الولايات المتحدة إلى إيطاليا في يونيو 1919، زُعم أن زملائه نفذوا تفجير وول ستريت في عام 1920، ما أدى إلى مقتل 38 شخصًا.

## نشأته ومسيرته المهنية
ولد لويجي جالياني في مدينة فيرتشيلي بإيطاليا لعائلة متواضعة. أصبح جالياني لاسلطويًا عندما كان مراهقًا، بينما كان يدرس القانون في جامعة تورينو في شمال إيطاليا. ترك الجامعة قبل الحصول على شهادته، وبدأ بالفعل ترويجه لللاسلطوية والمُثل اللاسلطوية. كان مطلوبًا من قبل الشرطة في تورينو، ثم فر إلى فرنسا عام 1880.
بقي جالياني في فرنسا لمدة 20 عامًا تقريبًا. أمضى بعض الوقت في سويسرا، حيث كان متحالفًا مع الجغرافي البارز وزميله اللاسلطوي إليزيه ريكلس. بالإضافة إلى مساعدته في عمله، أخبار الجغرافية العالمية، عمل جالياني مع ريكلس لتنظيم مظاهرة للطلاب في جامعة جنيف في عام 1887. أُقيم هذا الحدث على شرف شهداء هايماركت في شيكاغو، الذين قُتلوا في الاضطرابات العمالية. لهذا، أُلقي القبض عليه ورُحل فيما بعد من سويسرا. بالانتقال إلى فرنسا، رُحل جالياني من هذا البلد بعد بضع سنوات.
عاد إلى إيطاليا، حيث قُبض عليه في غضون بضعة سنوات، وأُدين بالتآمر، وحكم عليه بالسجن خمس سنوات. بدءًا من عام 1894، عندما كان عمره 33 عامًا، قضى أكثر من خمس سنوات في السجن والمنفى الداخلي، ومعظمهم في جزيرة بانتليريا قبالة ساحل صقلية.  في بانتليريا، التقى وتزوج ماريا، التي كان لديها بالفعل ابن صغير، سلفاتوري. في نهاية المطاف، أصبح للويجي وماريا جالياني أربعة أطفال.
هرب من بانتليريا في عام 1900، وذهب إلى مصر. كان لمصر جالية إيطالية كبيرة، وبقي مع زملائه اللاسلطويين لعدة أشهر. أخطرت السلطات المصرية أنها ستبدأ قريبًا إجراءات تسليمه إلى إيطاليا، وغادر جالياني مصر فجأة وذهب إلى لندن عن طريق السفن. ثم هاجر إلى الولايات المتحدة، ووصل في عام 1901.

## الحياة في الولايات المتحدة
بعد فترة وجيزة من وصوله إلى الولايات المتحدة في سن الأربعين، جذب جالياني الانتباه في الدوائر اللاسلطوية الراديكالية باعتباره خطيبًا مؤثرًا. دعا إلى العنف عند الضرورة للإطاحة بالرأسماليين الذين ظلموا الرجل العامل. استقر في باترسون، نيوجيرسي، أصبح جالياني رئيسًا تحريرًا لـ لا كوسشين سوشال، المجلة اللاسلطوية الإيطالية الرائدة في الولايات المتحدة في ذلك الوقت.  راوده الفخر بوصف نفسه بأنه متمرد، وداعي ثوري، بهدف عرقلة الحكومة والمؤسسات الراسخة من خلال نشر فلسفة سياسية تقوم على العمل المباشر، وتحديدًا العنف. بكل المقاييس، كان جالياني متحدثًا فعالًا للغاية ومدافعًا عن سياسته الخاصة بالعنف الثوري. قال عنه كارلو بودا، أخ صانع القنابل الجاليانيستك ماريو بودا، «إن سمعت جالياني يتكلم، ستكون على استعداد بأن تطلق النار على أول شرطي تراه».
في عام 1902، أضرب عمال الحرير في مصنع في باترسون، وتحدث غالياني نيابة عنهم، وحث العمال على إعلان الإضراب العام والإطاحة بالمجتمع الرأسمالي الأمريكي. عندما أطلقت الشرطة النار على المضربين، أصيب غالياني في وجهه. أُتهام لاحقًا بالتحريض على أعمال شغب. هرب إلى كندا وقبضت عليه السلطات هناك، التي طردته بمرافقته عبر الحدود الأمريكية.
انجذب جالياني للمجتمع الإيطالي في باري، فيرمونت، حيث عمل المهاجرون بنائين في مقاطع المنطقة. شكل هؤلاء العمال الجزء الأكبر من مجتمع باري الاشتراكي واللاسلطوي. ألقى غالياني خطابات في اجتماعات لاسلطوية محلية، وهاجم الاشتراكيين «الجبناء»، وألقى خطابات حماسية، واستمر في كتابة المقالات والأطروحات الجدلية. كان جالياني، المؤيد الأول لـ «دعاية الفعل» في الولايات المتحدة، والمؤسس والمحرر للرسالة الإخبارية اللاسلطوية كروناكا سوففيرسيفا (وقائع متمردة)، التي نشرها وأرسلها بالبريد من المكاتب في بار. نشر جالياني النشرة اللاسلطوية لمدة خمسة عشر عامًا حتى أغلقتها حكومة الولايات المتحدة تحت القانون المتعلق بإثارة الفتنة لعام 1918. لم يكن لكل عدد من إصدارات وقائع متمردة عادةً أكثر من ثماني صفحات. في وقت ما ادعت النشرة الإخبارية بوجود 5000 مشترك لديها. قدم وجهات نظر حول مجموعة متنوعة من المواضيع الراديكالية، بما في ذلك الحجج ضد وجود الله، والحب الحر، وضد استبداد الدول التاريخية والمعاصرة، وكذلك الاشتراكيين السلبيين بشكل مفرط. وكثيرًا ما نشرت قائمة بالعناوين والتفاصيل الشخصية لرجال الأعمال وغيرهم ممن حُددوا على أنهم «جواسيس رأسماليون»، وكاسرو إضراب، و «أعداء الشعب». اشتُقت أو اقتُطفت العديد من الكتب التي تحمل اسم جاليني، مثل نهاية اللاسلطوية (1907)، من المقالات التي ظهرت لأول مرة في وقائع متمردة.